# (185580) Andratx
(185580) Andratx est un astéroïde de la ceinture principale.

## Description
(185580) Andratx est un astéroïde de la ceinture principale. Il fut découvert le 29 janvier 2008 à La Sagra par l'observatoire astronomique de Majorque. Il présente une orbite caractérisée par un demi-grand axe de 2,46 UA, une excentricité de 0,07 et une inclinaison de 2,4° par rapport à l'écliptique.